# 4852 Pamjones
4852 Pamjones este un asteroid din centura principală, descoperit pe 15 mai 1977 de Nikolai Cernîh.